# Ampatuan
Ampatuan est une localité de la province de Maguindanao, aux Philippines. En 2015, elle compte 24 801 habitants.